# 值言
值言（1988年9月11日—），台灣女性輕小說作家。2011年獲得第三屆台灣角川輕小說暨插畫大賞出道。。於2014年獲尖端浮文字新人獎，2015年獲東立原創大賽銀賞。2023年獲得第十五屆巴哈姆特遊戲動漫大賞。。

## 獎項
- 2006年 織錦文學獎 短篇小說組 第二名
- 2006年 短篇小說〈嗚嚕哇的漿糊島〉獲教育部文藝創作獎優選[5]
- 2006年 台北文學獎 短篇小說組 佳作
- 2008年 國語日報兒童文學牧笛獎 圖畫書組 佳作
- 2009年 道南文學獎 短篇小說組 第三名
- 2011年 台灣角川輕小說大賞 銅賞
- 2014年 尖端浮文字新人獎 佳作
- 2015年 東立原創大賽 銀賞
- 2023年 巴哈姆特遊戲動漫大賞 年度人氣國產動漫輕小說 金賞

## 作品列表

### 男性向輕小說
- 《Blue Meteor★War 戰鬥吧!麵包人》，台灣角川，2011年。
- 《我那未出生的女兒住在地獄深處》，台灣角川，2013年。
- 《終身保固的女僕與容易崩壞的我》(01-03)，台灣角川，2015年。
- 《在戀愛遊戲中死掉，就再也沒辦法復活了喔！》，東立出版社，2016年。
- 《迷路小瑪在萬金》(01-02)，東立出版社，2016年。
- 《東津萌米 穗姬》(01-02)，東立出版社，2017年。
- 《LamiGirls Dream Live閃亮亮的啦啦隊夢想物語》，台灣角川，2017年。
- 《美味的異世界料理，需要加點龍》(01、02、03─)，東立出版社，2018年。
- 《就連神明大人也想知道故事結局！》(01-03)，台灣角川，2018年。
- 《東津萌米 穗姬Fight》，東立出版社，2018年。
- 《勇者，你被吉了！》(01-03)，東立出版社，2019年。
- 《食用系少女～超高卡路里少女激萌出道!》，東立出版社，2019年。
- 《食用系少女～樂團少女Project火熱開催!》，東立出版社，2019年。
- 《食用系少女～小圓的純天然珍奶限量發售》，東立出版社，2020年。
- 《空氣少女～在隕石墜落前用RPG拯救世界!》，東立出版社，2020年。
- 《所長大人的毛茸茸獸耳100%可愛 》(01-03)，東立出版社，2022年。
- 《小魔女諾貝塔～塔妮亞的追憶之詩～》，東立出版社，2022年
- 《小魔女諾貝塔 全 》，東立出版社，2022年
- 《食用系少女～白白軟軟的不只豆花和雙胞胎★》，東立出版社，2023年

### 女性向輕小說
- 《藍珍珠法式餐館》(筆名玉若緣)，尖端出版，2015年。

### 圖畫繪本
- 《夢的處理廠》，釀出版，2018年。

### 漫畫化
- 《就連神明大人也想知道故事結局！》，台灣角川，2020年。
- 《先別恭喜我穿越了，回去的門在哪裡？！》，角川国際動漫，2020年。

### PC遊戲腳本
- 《食用系少女》，希萌創意，2018年。
- 《食用系少女2：美食內戰》，希萌創意，2019年。
- 《食用系少女-小圓的手搖飲料店 VR》，希萌創意，2020年。
- 《小魔女諾貝塔》，Pupuya Games，2020年。

### 手機遊戲腳本
- 《神魔之塔》，Madhead，2020年。

### 桌上遊戲腳本
- 《東津萌米-穗姬Fight》，希萌創意，2018年。

### 漫畫原作
- 《我對現實世界的戀愛不感興趣》，網易漫畫，2018年。
- 《空氣少女系列 Vol.09 妖狐篇》，希萌創意，2018年。
- 《食用系少女短篇漫畫集1》，希萌創意，2019年。
- 《食用系少女角色漫畫集—腐子篇》，希萌創意，2019年。
- 《食用系少女—樂團大亂鬥》，希萌創意，2019年。
- 《空氣少女系列 Vol.10 空氣大亂鬥》，希萌創意，2019年。
- 《空氣少女系列 Vol.11 出動吧!名偵探艾兒》，希萌創意，2020年。
- 《食用系少女短篇漫畫集2》，希萌創意，2020年。
- 《東津萌米穗姬精選插畫&漫畫集》，希萌創意，2020年。
- 《食用系少女畫集 Collection I+漫畫集-蚵蚵篇》，希萌創意，2020年。

### 海外出版：泰國
- 泰文版《藍珍珠法式餐館》(Blue Pearl ภัตตาคารนี้มีรัก)，Taisei Books，2017年。

### 海外出版：日本
- 日文版《美味的異世界料理，需要加點龍》(異世界にドラゴンを添えて)，Atom Harako翻譯，amazon.co.jp，2018年。

### 得獎作品合輯
- 《秋之興臺北文學季─第9屆台北文學獎得獎作品集》，台北市政府文化局出版，2006年。

### 其他
- 2016年起，擔任台灣角川國際動漫輕小說課程主要講師。

## 腳注
1. ↑  .   [2016-04-09]. （原始内容存档于2013-11-24）.
2. ↑  .   [2016-04-09]. （原始内容存档于2015-03-24）.
3. ↑  .   [2016-04-09]. （原始内容存档于2016-11-03）.
4. ↑  .   [2024-12-24]. （原始内容存档于2024-12-24）.
5. ↑  .   [2016-04-09]. （原始内容存档于2016-08-07）.